# HMS Quorn (L66)
HMS Quorn (L66) là một tàu khu trục hộ tống lớp Hunt của Hải quân Hoàng gia Anh Quốc. Nó nằm trong nhóm đầu tiên trong lớp tàu này, và bị phát hiện là không ổn định, nên phải được cải biến đáng kể trước khi đưa ra phục vụ trong Chiến tranh Thế giới thứ hai. Nó bị lực lượng Đức Quốc xã đánh chìm trong cuộc Đổ bộ Normandy năm 1944. Nó là chiếc tàu chiến thứ hai của Hải quân Hoàng gia mang cái tên này.

## Thiết kế và chế tạo
Quorn được đặt hàng trong Chương trình Chế tạo Hải quân 1939 cho hãng J. Samuel White and Co. ở Cowes, Isle of Wight. Con tàu được hạ thủy vào ngày 27 tháng 3 năm 1940, hoàn tất và nhập biên chế cùng Hải quân Hoàng gia vào ngày 21 tháng 9 năm 1940. Nó được cộng đồng dân cư tại Rushden, Northamptonshire đỡ đầu trong khuôn khổ cuộc vận động gây quỹ Tuần lễ Tàu chiến vào năm 1942.

## Lịch sử hoạt động
Quorn gia nhập Chi hạm đội Khu trục 21 đặt căn cứ tại Harwich. Chi hạm đội này có nhiệm vụ bảo vệ các đoàn tàu vận tải và tuần tra chống tàu bè đối phương. Nó ở lại cùng đơn vị này trong suốt quãng đời hoạt động. Vào tháng 4 năm 1941, nó bị hư hại nhẹ bởi hai quả bom nổ chậm kích nổ cách đuôi tàu 20 mét (66 ft) bên mạn trái. Sang tháng 8 năm 1941, đang khi di chuyển từ Harwich đến Chatham, nó gây kích nổ một quả thủy lôi cách mũi tàu 40 mét (130 ft) bên mạn trái và bị hư hại. Nó được sửa chữa tại Xưởng tàu Chatham và công việc kéo dài đến tháng 9 năm 1941 mới hoàn tất.
Đến tháng 4 năm 1942, Quorn lại va phải một quả thủy lôi khác, làm thủng một lổ 9 ft × 15 ft (2,7 m × 4,6 m) trên lườn tàu bên mạn trái. Nó được kéo đến Harwich, rồi đến Sheerness nơi công việc sửa chữa mất đến bốn tháng mới hoàn tất.
Vào ngày 13 tháng 10 năm 1942, Quorn là một trong số năm tàu khu trục đã đánh chặn tàu tuần dương phụ trợ Đức Komet trong eo biển Manche; Komet bị đánh chìm và hai tàu quét mìn lớp M bị phát hỏa và hư hại nặng. Một giờ sau đó, một lực lượng tuần tra thứ hai đã đối đầu với một đội tàu hộ tống, đánh chìm một chiếc R boat và gây hư hại cho một chiếc T boat.
Vào tháng 6 năm 1944, Quorn làm nhiệm vụ hộ tống các đoàn tàu chở quân trong Chiến dịch Neptune, hoạt động hỗ trợ của hải quân cho Chiến dịch Overlord, cuộc đổ bộ lên Normandy. Vào ngày 3 tháng 8, nó trúng phải một quả ngư lôi bởi một đợt tấn công kết hợp của tàu E-boat, xuồng chứa chất nổ và không kích xuống khu vực tấn công đổ bộ do Anh phụ trách. Những người sống sót đã phải trải qua cho đến tám giờ dưới nước trước khi được cứu vớt; nhiều người trong số đó đã thiệt mạng. Bốn sĩ quan và 126 thủy thủ đã tử trận cùng con tàu.